# Holsworthy
Holsworthy est une paroisse civile du Devon, située dans l'Angleterre du Sud-Ouest.

## Géographie
Elle est située dans la circonscription de Torridge and West Devon. Elle est entourée, sauf à l'est, par  la paroisse civile de Holsworthy Hamlets.

## Personnalités liées
Roger Moore a été évacué vers Holsworthy au cours de la Seconde Guerre mondiale.

## Jumelages
- Aunay-sur-Odon (France) depuis 1976